# Artocarpus pithecogallus
Artocarpus pithecogallus là một loài thực vật có hoa trong họ Moraceae. Loài này được C.Y.Wu mô tả khoa học đầu tiên năm 1989.